# Una viuda descocada
Una viuda descocada és una pel·lícula argentina còmica de 1980 escrita, produïda i dirigida per Armando Bó i protagonitzada per Isabel Sarli i José Marrone. Va ser l'última pel·lícula que va dirigir l'actor i director Armando Bó, ja que va morir en 1981, igual que l'última pel·lícula de Bó que encapçala la seva esposa, l'actriu i ex-vedette Isabel Sarli. Va ser estrenada el 28 d'agost de 1980. El títol original del film anava a ser «Flor Tetis de Gambeta».
Els temes que apareixen durant el film van ser escrits pel mateix Bó, al costat de, junto a "Una viuda descocada", de Julio Presas, i "Ya no me importa", de Luis Alberto del Paraná i Los Paraguayos. En aquest film fa el seu debut com a actor Paco Jamandreu, el modista i gran amic de Eva Duarte de Perón, que fa de si mateix.
Al moment del seu llançament la pel·lícula va rebre crítiques entre regulars i molt negatives, i com era de costum en els films d'Armant Bó, va ser censurada durant l'última dictadura cívico-militar argentina a causa del seu contingut eròtic. Actualment es considera Una viuda... com la millor de les actuacions de "la Coca" Sarli, on va demostrar àmpliament el seu talent actoral més enllà dels seus nus habituals. A poc dies de ser estrenada li va ser retirada la recuperació industrial, després de la qual cosa tant Sarli com el seu marit van anunciar que no tornarien a filmar al país.

## Sinopsi
Flor Tetis Soutien de Gambeta (Isabel Sarli) és una dona atractiva. exuberant i bella amb fama de mata homes, atès que acaba d'enviudar per vuitena vegada. Ha anat dilapidant la seva fortura i està gairebé arruïnada. Tanmateix, un humil venedor de diaris, Pepe Mangiabróccoli (Pepe Marrone), que s'ha fet milionari s'enamora d'ella.

## Repartiment

Isabel Sarli com Flor Tetis Soutién de Gambetta.

- Isabel Sarli com Flor Tetis Soutién de Gambetta.
- Pepe Marrone com Pepe Mangiabróccoli.

- Jorge Barreiro com Carlos.

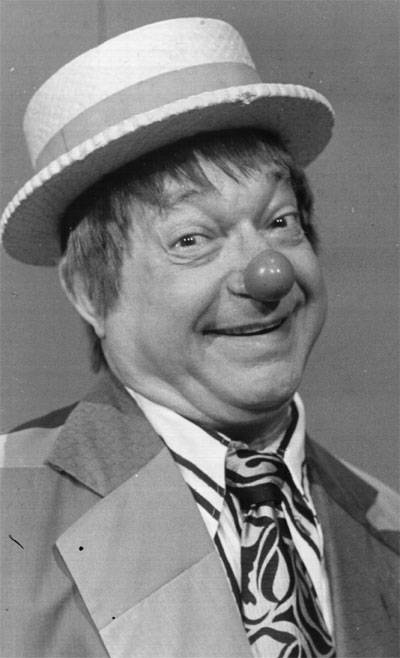
Pepe Marrone com Pepe Mangiabróccoli.

- Vicente Rubino com Vicente Rodríguez Luque.
- Pepita Muñoz com Doña Flora de Tetis.
- Elena Lucena com  La primera chismosa.
- Adelco Lanza com Manolo.
- Juan Carlos Prevende com Lechuguita.
- Enrique M. Belluscio com el Canrnicero.
- Héctor Livolsi com el Chofer.
- Jorge Salazar com el Funebrero.
- Mario Savino com el Rematador.
- Semillita com el Diarero.
- Paco Jamandreu com Él mismo.
- José María Muñoz com el Relator del partido.
- María Isabel Nanotti com la Segunda Chismosa.
- Cristina Arizaga com Una clienta.
- Yaco Domínguez com el Primer acreedor.
- Luis Luisi com el Segundo acreedor.
- Amelia Sanguinetti com la Tercera chismosa.
- Apolo Sarli com el Perro dálmata.
- Sultán Sarli com el Perro de policía.
- Charo Muñoz com el Perrito pequinés.[4]